# 杭氧股份
杭氧集团股份有限公司，簡稱杭氧股份（英語：Hangzhou Oxygen Plant Group co., Ltd；深交所：002430，简称：杭氧股份），是一间位于中国浙江省杭州市的工业企业，前身依次是2000年由現時主要股東杭州杭氧控股有限公司（时称“杭州製氧機集團有限公司”）分拆设立的「杭州杭氧科技有限公司」及“杭州杭氧股份有限公司”。招股價為18元人民幣，發行新股為7100萬股，集資額為12.78億元人民幣，股份則在2010年6月10日於深交所中小板上市。
2019年11月，公司发布公告，将中文名称由“杭州杭氧股份有限公司”变更为“杭州制氧机集团股份有限公司”，英文名称由“HANGZHOU HANGYANG CO.,LTD.”变更为“HANGZHOU OXYGEN PLANT GROUP CO.,LTD.”，英文名称缩写仍为“HANGYANG LIMITED”，公司证券简称及证券代码均不变。
2022年3月，杭氧股份公告，中文全称拟变更为“杭氧集团股份有限公司”。公司证券简称、证券代码及英文全称均不变，仍为“杭氧股份”、“002430”及“HANGZHOU OXYGEN PLANT GROUP CO.,LTD.”。
總部位於中国浙江省杭州市临安区青山湖街道相府路799号，董事長為郑伟，总经理、总工程师为韩一松。
主营业务
杭氧的业务范围包括装备制造、工程总包、气体运营。

## 連結
- 官方网站 （页面存档备份，存于）